# Malice (Bruliny)
Malice – przysiółek, część wsi Bruliny położona w Polsce, w województwie mazowieckim, w powiecie pułtuskim, w gminie Świercze, sołectwo Bruliny.
W latach 1975–1998 miejscowość administracyjnie należała do województwa ciechanowskiego.